# Campagne balcaniche di Attila
Le Campagne balcaniche di Attila furono due campagne militari condotte da Attila re degli Unni contro l'Impero romano d'Oriente.

## Contesto storico e casus belli
Verso la fine degli anni trenta del V secolo (434 circa) salirono sul trono unno i fratelli Attila e Bleda. Poco tempo dopo la loro ascesa al potere, nell'inverno del 439, Attila e Bleda si incontrarono presso Margus (odierna Požarevac), nella Mesia Superiore, con gli ambasciatori dell'Impero romano d'Oriente Flavio Plinta e Epigene, e strinsero un nuovo accordo di pace che prevedeva un aumento dei tributi che i Romani d'Oriente dovevano versare agli Unni da 350 a 770 libbre, il luogo in cui dovevano avvenire contatti commerciali tra Romani e Unni, la promessa che i Romani non avrebbero accolto profughi unni e che non si sarebbero alleati con nazioni ostili agli Unni e la restituzione dei due figli di Rua. Lo storico dell'epoca Prisco di Panion asserisce che in quell'occasione, «siccome [gli Unni] ritengono poco appropriato conferire con altri smontati da cavallo, anche i Romani, che ci tenevano alla dignità, decisero di fare altrettanto per tema che una delle due parti dovesse parlare stando in sella mentre l'altra era in piedi.» Accettando questo trattato di pace, i Romani d'Oriente speravano di aver rimosso ogni pericolo di attacco unno dai Balcani, per poter così sguarnire il limes danubiano di truppe per inviarle in Africa a combattere i Vandali, che da poco avevano occupato Cartagine.
Nell'anno successivo, il 440, Genserico, re dei Vandali, invase la Sicilia con una potente flotta. Il timore da parte di Teodosio II che le scorrerie della flotta vandala potessero danneggiare anche l'Impero d'Oriente, oltre che il legame dinastico che lo legava all'Imperatore d'Occidente, il cugino Valentiniano III, lo spinse a inviare, nella primavera del 441, un'immensa flotta di 1100 navi in Sicilia, sotto il comando di Flavio Areobindo, Ansila e Germano, in vista di uno sbarco in Africa per riconquistare Cartagine.
Tuttavia, probabilmente nell'inverno del 440-441, i commercianti unni si impadronirono con la forza delle armi di Costanza, il centro romano sede degli scambi commerciali, per poi addurre come pretesto, di fronte al generale inviato dall'Imperatore per chiedere spiegazioni per l'attacco, il fatto che «il vescovo di Margus aveva varcato la frontiera, si era addentrato nelle loro terre e aveva frugato nelle tombe reali rubandone alcuni oggetti preziosi.» Ciò fornì ad Attila il casus belli per attaccare l'Impero romano d'Oriente. In realtà, Attila avrebbe deciso di attaccare proprio in quel momento l'Impero approfittando del fatto che l'Imperatore d'Oriente Teodosio II aveva sguarnito di truppe i Balcani per aiutare l'Impero d'Occidente a recuperare Cartagine ai Vandali. A peggiorare la situazione nel corso del 441 i Persiani Sasanidi avevano invaso l'impero.

## Campagna del 441-442
Nel 441 gli Unni, condotti da Attila, attraversarono in forze il Danubio e si impadronirono di Viminacium e di altri forti minori. Secondo Otto J. Maenchen-Helfen fu a questo punto che fu stipulata da Aspar la pace annuale menzionata dalla cronaca di Marcellino comes, sub anno 441:
(Marcellino Comes, s.a. 441.)
Kelly sostiene che la pace menzionata da Marcellino comes avesse riguardato il solo fronte orientale, ma Maenchen-Helfen lo esclude sulla base della considerazione che la pace con i Persiani Sasanidi durò fino al 502, ben più di un anno, mentre la guerra con gli Unni riprese immediatamente alla scadenza della tregua annuale. Sempre sub anno 441, ma dopo aver riferito della suddetta pace annuale, la cronaca di Marcellino comes riporta la presa da parte degli Unni delle fortezze di Naissus, Singidunum e molte altre piazzeforti illiriche:
(Marcellino Comes, s.a. 441.)
Otto J. Maenchen-Helfen colloca questi eventi nel 442, alla scadenza della tregua annuale. Un frammento di Prisco di Panion narra il modo in cui gli Unni riuscirono a impadronirsi di Margus. Il vescovo di Margus, il profanatore di tombe che aveva provocato l'ira degli Unni, timoroso per la propria sorte, accettò di consegnare la città agli Unni in cambio della sua incolumità. Il vescovo, tornato in città, esortò i cittadini ad attaccare di sorpresa le truppe di Attila, forse sostenendo che in un momento di vulnerabilità, durante la traversata del Danubio, potevano essere sorpresi e vinti; ma, usciti dalla città, finirono in un'imboscata di Attila nei pressi del fiume, a cui seguì la presa e la distruzione di Margus.
Una volta presa Margus, importantissima strategicamente perché costituiva l'accesso principale alla strada militare attraverso i Balcani, gli Unni poterono cingere d'assedio Naissus:
(Prisco, Storie)
La caduta di queste tre importanti fortezze - Viminacium, Margus e Naissus -, oltre che di Sirmio, Singidunum, Serdica, e molte altre non citate dagli storici dell'epoca, allarmò enormemente Teodosio II, che temendo una ulteriore avanzata unna, richiamò la flotta che doveva attaccare i Vandali in Oriente:
(Prospero Tirone, s.a. 442)
In questo modo il re degli Unni aiutò Genserico a mantenere il possesso di Cartagine e costrinse l'Impero d'Occidente a negoziare una pace sfavorevole con i Vandali.
Prima che la flotta ritornasse alla base, gli Unni si ritirarono dai territori invasi, ancorché in circostanze poco chiare a causa della frammentarietà, vaghezza e laconicità delle fonti superstiti. Il problema maggiore è costituito dal fatto che della Storia di Prisco sono sopravvissuti solo frammenti non organizzati in ordine cronologico e per mettere in ordine cronologico gli avvenimenti bisogna affidarsi sulla poco attendibile Cronaca di Teofane Confessore del IX secolo. Tale fonte colloca erroneamente nell'AM 5942 (corrispondente al 450-451 d.C.) molti eventi verificatesi in realtà negli anni quaranta del V secolo, tra cui le campagne balcaniche di Attila:
(Teofane Confessore, AM 5942.)
In passato gran parte degli studiosi, basandosi sul racconto confuso e cronologicamente ingarbugliato di Teofane per mettere in ordine i frammenti di Prisco, hanno datato al 443 la vittoria conseguita da Attila nel Chersoneso Tracico e il conseguente trattato di pace negoziato dagli ambasciatori romano-orientali Nomo e Anatolio con gli Unni, in base al quale la pars orientis accettò di versare 2 100 libbre d'oro nonché 6 000 libbre d'oro di arretrati. Tuttavia studiosi come Otto J. Maenchen-Helfen, Christopher Kelly e Peter Heather ritengono che l'attendibilità di Teofane per questi avvenimenti sia dubbia e datano al 447 la sconfitta subita dai Romani nel Chersoneso e la conseguente pace di Anatolio. Maenchen-Helfen, in particolare, argomenta che la suddetta pace non può essere stata firmata nel 443, sulla base delle seguenti considerazioni:
- una legge del Codice Teodosiano datata 29 novembre 444 ridusse le tasse, in contrasto con quanto afferma Prisco che, per pagare l'esorbitante tributo agli Unni stabilito con la pace di Anatolio, fu necessario aumentare in modo insostenibile la pressione fiscale;
- Prisco afferma che la pace di Anatolio fu negoziata con il solo Attila, e non con "i re unni", espressione usata da Prisco nel frammento relativo al trattato di Margus del 439 per riferirsi ad Attila e Bleda; da ciò Maenchen-Helfen deduce che la pace di Anatolio fu stipulata dopo la morte di Bleda (avvenuta nel 445) in conseguenza della quale Attila divenne sovrano unico degli Unni.

Peter Heather e Otto J. Maenchen-Helfen sostengono che nel 442 i Romani indussero gli Unni al ritiro concludendo con loro un trattato di pace di cui non si conoscono le condizioni esatte ma che forse prevedeva il pagamento di un tributo di 1 400 libbre d'oro agli Unni, stima basata sul fatto che nel giro di quattro o cinque anni si erano accumulate 6 000 libbre di arretrati. Kelly, basandosi sulla cronologia e ricostruzione dello Zuckerman, sostiene invece che non fu firmata alcuna pace ma che gli Unni si fossero ritirati di propria iniziativa, perché desiderosi di evitare uno scontro in campo aperto con l'esercito imperiale in procinto di essere rafforzato dalle truppe di ritorno dalla Sicilia. Secondo Maenchen-Helfen non è da escludere che gli Unni avessero deciso di interrompere la campagna militare perché colpiti da qualche epidemia oppure per soffocare delle possibili rivolte scoppiate nel loro impero nel corso della spedizione.

## Campagna del 447
Teodosio II, comunque, riteneva che l'esercito romano d'Oriente, una volta richiamato nei Balcani l'esercito inviato con la flotta contro i Vandali, sarebbe stato in grado di resistere agli attacchi degli Unni; Attila aveva approfittato di un momento di vulnerabilità dell'Impero d'Oriente, che nel tentativo di aiutare l'Impero d'Occidente a recuperare Cartagine ai Vandali, aveva sguarnito le difese nei Balcani, ma si sperava che, con i Balcani ben guarniti di truppe, gli eserciti imperiali sarebbero riusciti a respingere gli assalti di Attila. Teodosio II, dunque, a un certo punto, probabilmente dopo nemmeno due annualità, smise di pagare il tributo, dopo essersi assicurato di aver rinforzato adeguatamente le difese nei Balcani in vista dell'ovvio attacco punitivo di Attila. Una legge del 12 settembre del 443 stabilì:
Per potenziare ulteriormente l'esercito, inoltre, Teodosio II reclutò nell'esercito numerosi Isauri. Nel frattempo, intorno al 445, Attila fece assassinare il fratello Bleda: probabilmente fu in quell'occasione che l'Impero d'Oriente interruppe il versamento dei tributi, approfittando del fatto che in quel momento Attila era troppo impegnato a pacificare il fronte interno dopo l'assassinio del fratello per condurre una spedizione punitiva contro Costantinopoli. Fu quindi solo nel 447 che Attila, stabilizzata la situazione interna, pretese dall'Impero d'Oriente il versamento di ben 6 000 libbre d'oro di arretrati. Al rifiuto dei Romani, Attila attaccò di nuovo i Balcani, nel 447.
Attraversato il Danubio, gli Unni attaccarono e distrussero diverse fortezze di confine, tra cui Ratiaria, la prima ad essere attaccata; seguendo poi il corso del Danubio, gli Unni si spostarono verso Oriente, sconfiggendo presso le rive del fiume Utus, a nord dei monti Haemus, l'esercito campale di Tracia condotto dal magister militum per Thraciam Arnegisclo, quest'ultimo ucciso dopo aver combattuto fino all'ultimo. Dopo aver ottenuto questa prima importante vittoria, gli Unni si mossero verso sud, invadendo la pianura della Tracia e avvicinandosi pericolosamente a Costantinopoli. Attila intendeva infatti approfittare degli effetti devastanti di un terremoto, che il 27 gennaio 447, alle due di notte, aveva fatto crollare una parte dei terrapieni che costituivano parte delle difese della città, per impadronirsene. Quando però gli Unni giunsero sotto le mura, queste erano state già riparate dal zelo del prefetto del pretorio d'Oriente, Costantino, che incaricò le fazioni dell'ippodromo di riparare i danni. Costretto dunque a rinunciare alla presa della città, Attila si scontrò nel Chersoneso Tracico con un altro esercito romano, infliggendo loro una pesante sconfitta. Una volta vinti due importanti eserciti campali dell'Impero d'Oriente, ora Attila poteva devastare i Balcani orientali senza trovare opposizioni: si diresse verso occidente in direzione delle Termopili, razziando le città e le campagne circostanti. Secondo la Vita di Sant'Ipazio:
La cifra di 100 città distrutte non va forse presa letteralmente, ma è indubbio che i danni provocati dalle devastazioni di Attila furono immensi. Le fonti riportano la distruzione di Filippopoli, Arcadiopoli, Gallipoli, Sesto e Athyras.
Teodosio II, con i Balcani completamente devastati da Attila e due eserciti campali romano-orientali annientati, non poté far altro che accettare una pace umiliante:
(Prisco, Storia)
I Romani furono anche costretti ad evacuare la zona a sud del Danubio larga cinque giorni di viaggio, che Attila intendeva utilizzare come zona cuscinetto tra i due imperi.

## Conseguenze
Le dure condizioni di pace mandarono in relativa crisi finanziaria l'Impero romano d'Oriente, che, per racimolare il denaro necessario per pagare il gravoso tributo, si vide costretto a revocare in parte i privilegi fiscali ai proprietari terrieri e ad aumentare le tasse. Prisco narra addirittura che:
(Prisco, Storie)
Questo brano di Prisco è stato interpretato da Thompson come non completamente veritiero, ma piuttosto come esagerazione retorica oppure come prova di solidarietà di classe nei riguardi delle classi più agiate. Pur essendo una cifra dieci volte superiore a qualunque altro tributo pagato finora dall'Impero, il tributo versato dagli Unni era comunque una cifra paragonabile alle rendite delle persone più agiate dell'Impero, e non era una cifra così straordinaria, come dimostrato da Kelly che in un calcolo ha stimato che 2 100 libbre d'oro costituissero all'incirca solo il 3% delle entrate annuali dell'Impero d'Oriente. La spedizione di Leone I contro i Vandali del 468 costò all'erario ben 100 000 libbre d'oro, una cifra enormemente superiore alle 2 100 da versare ad Attila, prova che per le casse dello Stato pagare 2 100 libbre d'oro non era uno sforzo eccessivo. In ogni modo, anche se i Balcani erano stati devastati dalla guerra e non poté per qualche tempo più versare tasse ai livelli di prima, l'invasione di Attila non colpì le floride province dell'Asia, "protette" dalla posizione strategica della capitale da un attacco dall'Europa, e dunque l'Impero d'Oriente poté riprendersi dalla crisi economica.
Nel 449 Attila si lamentò perché una parte dei contadini non intendeva evacuare la zona a sud del Danubio larga cinque giorni di viaggio che i Romani dovevano evacuare secondo le condizioni del trattato. Teodosio II decise di inviare un'ambasceria dal re unno, per cercare di convincere il braccio destro di Attila, Onegesio, a intercedere presso il re unno per cercare un compromesso; il motivo segreto per l'invio di un'ambasceria era in realtà complottare l'assassinio di Attila. L'eunuco di corte e consigliere dell'Imperatore, Crisafio, aveva infatti cercato di convincere un inviato di Attila nella capitale, Edeco, a partecipare alla congiura: dopo una cena nella residenza dell'eunuco, Edeco, a cui, insieme ad altri comandanti, era stata affidata la protezione personale di Attila, acconsentì ma ad un prezzo:
(Prisco, Storie.)
Si stabilì dunque l'invio di un'ambasceria presso Attila con il pretesto di negoziare sulle richieste dell'Unno, ma in realtà per ricevere istruzioni su come dovevano essere consegnate le 50 libbre d'oro. Lo storico Prisco di Panion partecipò personalmente all'ambasceria e, in un frammento sopravvissuto della sua Storia, descrive accuratamente questo viaggio diplomatico, a cui presero parte almeno tre persone: Massimino, Prisco e l'interprete Vigilas, oltre agli ambasciatori di Attila Edeco e Oreste. Prima della partenza, gli ambasciatori furono avvertiti di non commettere atti che potessero infastidire Attila e provocare un incidente diplomatico, in particolare di tenersi sempre dietro di lui e non piantare mai la propria tenda più in alto della sua. Durante una sosta a Serdica venne indetto un banchetto durante il quale si rischiò un incidente diplomatico: 
(Prisco, Storia.)
Durante la marcia, gli ambasciatori furono raggiunti dal magister militum per Illyricum Alanteo, che consegnò loro cinque dei 17 fuggitivi unni che Attila pretendeva gli venissero consegnati. Varcato il Danubio, cominciò la marcia verso l'accampamento di Attila, distante dalla frontiera 70 stadi (14 km) più mezza giornata di cammino. Quando però erano giunti ormai in prossimità degli accampamenti, ricevettero dei messi unni che, con atteggiamento ostile, dissero di sapere «già tutto ciò di cui la nostra ambasceria avrebbe dovuto discutere e ci dissero che se non avevamo nient'altro da dire potevamo andarcene subito.» Sfiduciati, gli ambasciatori romani si stavano preparando per la partenza, ma in serata un messaggero di Attila li fermò comunicando loro che Attila aveva cambiato idea e, vista l'ora tarda, li invitava a fermarsi per la notte. Il mattino successivo però arrivò l'ordine da parte del re unno di andarsene, se non avevano nulla di nuovo da comunicargli. Prisco, però, fattosi furbo, contattò uno dei messi di Attila, tal Scotta, promettendogli un premio se fosse stato in grado di convincere il re unno a conceder loro un'udienza, e dicendogli che se era veramente una persona così influente e importante, sarebbe stato un gioco da ragazzi riuscire in quell'impresa. Scotta, persuaso dal discorso di Prisco, riuscì a convincere Attila a concedere un'udienza agli ambasciatori.
Attila, che era stato già informato della congiura dallo stesso Edeco, il quale fin dall'inizio non aveva alcuna intenzione di tradire il suo capo, decise di far finta di esserne ignaro, anche se alluse enigmaticamente alla congiura: quando Massimino gli consegnò le lettere dell'Imperatore «dicendogli che questi augurava salute a lui e al suo seguito», Attila «rispose che i Romani avrebbero avuto ciò che gli auguravano». Attila fu molto ostile con gli ambasciatori, sostenendo che finché i Romani non avessero restituito tutti i fuggiaschi, non avrebbe più concesso loro il diritto di essere ricevuti. Alla risposta dell'interprete, Vigilas, che tutti i fuggiaschi erano stati consegnati, Attila si «arrabbiò ancora di più e lo insultò violentemente, gridandogli che l'avrebbe fatto impalare e divorare dagli uccelli se il fatto di punirlo ... per ... le sue parole sfrontate e senza vergogna non avesse costituito una violazione dei diritti degli ambasciatori». Dopo aver ordinato a Vigilas di ritornare a Costantinopoli per ribadire a Teodosio II la richiesta da parte di Attila di restituire tutti i fuggiaschi unni, Attila dichiarò conclusa l'udienza, dicendo a Massimino di attendere mentre egli scriveva una lettera di risposta all'Imperatore. Subito dopo gli ambasciatori romani, rimasti di stucco per l'atteggiamento ostile di Attila (che nelle precedenti ambascerie, sosteneva Vigilas, era stato cortese con lui), ricevettero altri ambasciatori unni che proibirono loro di comprare ogni cosa che non fossero generi alimentari fintanto non fossero state soddisfatte le richieste degli Unni.
Mentre Vigilas partì per Costantinopoli, gli altri ambasciatori seguirono Attila in una delle sue residenze in attesa che questi rispondesse per iscritto alle lettere dell'Imperatore e furono ammessi a un banchetto; poi, una volta che Attila ebbe finito di rispondere per lettera all'Imperatore, gli ambasciatori furono congedati. Mentre tornavano a Costantinopoli, durante il tragitto, Prisco e Massimino incontrarono Vigilas, che stava tornando dall'Unno con lo scopo di portargli la risposta di Teodosio II per quanto riguarda la restituzione dei fuggitivi. Gli Unni, perquisendo Vigilas, gli trovarono addosso 50 libbre d'oro, e gli chiesero a cosa gli servissero dato che per volontà di Attila gli ambasciatori romani potevano comprare solo del cibo e con 50 libbre d'oro si poteva comprare tanto cibo da sfamare un piccolo esercito; quando gli Unni minacciarono di uccidergli un figlio, Vigilas confessò: l'eunuco di corte Crisafio intendeva corrompere l'unno Edeco affinché pianificasse l'assassinio di Attila, promettendogli 50 libbre d'oro; Edeco, però, aveva svelato tutto ad Attila ancora prima di ricevere la somma e dell'invio dell'ambasceria, per cui Attila aveva pianificato tutto, affinché Vigilas finisse nella sua trappola. La proibizione ai messi romani di comprare tutto ciò che non fosse cibo era finalizzata a impedire a Vigilas di trovare giustificazioni per le 50 libbre d'oro con cui intendeva pagare Edeco per il tradimento. Attila permise a Vigilas di riscattare il figlio al prezzo di 50 libbre d'oro e:
(Prisco, Storia.)
Nel 450, però, Attila trattò bene un'ambasceria e:
(Prisco, Storia)
Attila era intenzionato con queste concessioni a pacificare il fronte orientale per prepararsi ad aggredire l'Impero romano d'Occidente.